# Askainen

Wappen der ehemaligen Gemeinde Askainen (heute Wappen von Masku)

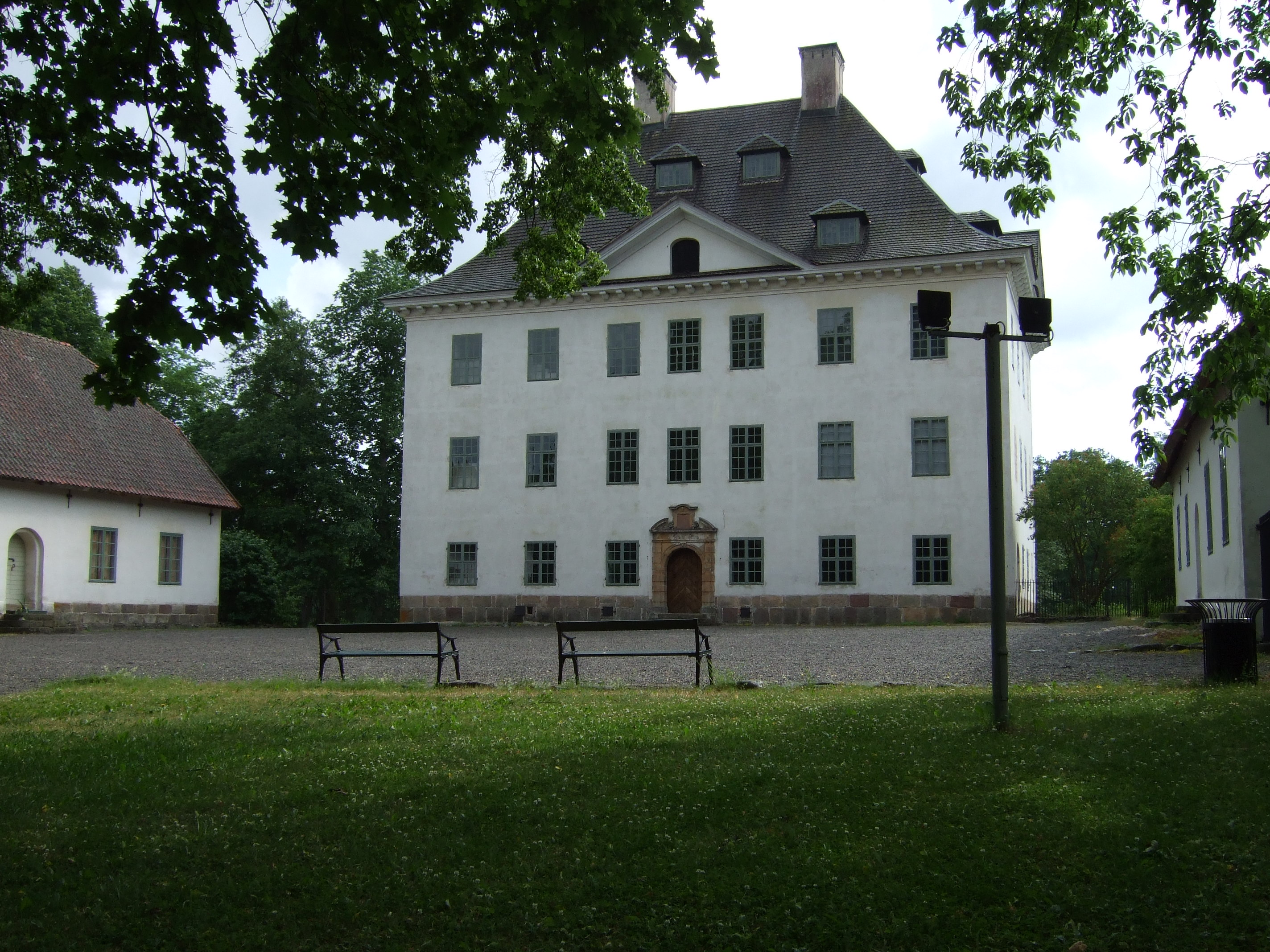
Schloss Louhisaari

Askainen [ˈɑskɑi̯nɛn] (schwedisch Villnäs) ist eine ehemalige Gemeinde in der südwestfinnischen Landschaft Varsinais-Suomi. Zum Jahresbeginn 2009 wurde sie zusammen mit Lemu nach Masku eingemeindet.
Die Gemeinde Lemu hatte eine Fläche von 62,98 km² und zuletzt 1007 Einwohner. Damit gehörte sie zu den kleinsten Gemeinden auf dem finnischen Festland. Zum Gemeindegebiet gehörten die Siedlungen Ahtinen, Antikainen, Auttinen, Hannula, Iloinen, Kaamanen, Kainu, Kairinen, Karavainen, Karvatti, Kaukonen, Kauppinen, Kiiainen, Koskoinen, Laakinen, Lempoinen, Manna, Merijärvi, Mikoinen, Nepola, Paavainen, Palsala, Pukkila, Raumharja, Rauvola, Riihilä, Ruohoisenmaa, Tillinperä, Toivainen, Tättäläinen, Tävälä, Vanhakylä, Villnäs, Vilu und Vuorlahti.
Askainen ist landesweit bekannt für Schloss Louhisaari, einen der wenigen barocken Palastbauten in Finnland. Der 1655 fertiggestellte Bau war bis 1791 Sitz der Adelsfamilie Fleming, die das Anwesen aus Geldnot 1791 aufgab und schließlich an den Grafen Carl Erik Mannerheim verkaufte, der somit der erste Spross dieses schwedischen Adelsgeschlechts war, der sich in Finnland niederließ. Er war der Urgroßvater des späteren finnischen Marschalls und Staatspräsidenten Carl Gustaf Mannerheim (1867–1951), der auf dem Schloss geboren wurde. Zum Schloss zählt auch eine 1653 erbaute Kapelle, in deren Kirchhof sich die Gruft der Mannerheims befindet.

## Weitere Persönlichkeiten
- Clas Larsson Fleming (1592–1644), schwedischer Admiral
- Carl Gustav Emil Mannerheim (1867–1951), finnischer Oberbefehlshaber und sechster Staatspräsident
- Sophie Mannerheim (1863–1928), finnische Gräfin und Krankenschwester
- Eva Mannerheim-Sparre (1870–1957), finnisch-schwedische Künstlerin und Autorin
- Roope Riski (* 1991), Fußballspieler